# Elke Jäger
Elke Jäger (geboren 1981 oder 1982) ist eine deutsche Freiwasserschwimmerin und Behindertensportlerin. Sie repräsentierte Deutschland bei den Special Olympics World Summer Games 2023 in Berlin im Bereich Freiwasserschwimmen und erwarb dort eine Bronzemedaille.

## Leben und Karriere
Jäger lebt in Beilstein in Baden-Württemberg.
2007 holte sie bei den Special Olympics World Summer Games in Shanghai zwei Goldmedaillen im Brustschwimmen. 23 Sekunden brauchte sie für 25 Meter, 51 Sekunden für 50 Meter. In der Staffel kam ihr Team auf den fünften Platz. 2012 erwarb sie im 100-Meter-Brustschwimmen die Silbermedaille bei den Baden-Württembergischen Schwimmmeisterschaften für Menschen mit Handicap in Offenburg, ausgerichtet vom Badische Behinderten- und Rehabilitationssportverband sowie Special Olympics Baden-Württemberg. 2018 trat sie bei den Special Olympics Deutschland Sommerspielen in Kiel in der Disziplin Freiwasserschwimmen an und siegte sowohl über die 500- als auch über die 1000-Meter-Strecke.
Bei den Special Olympics Deutschland Sommerspielen 2022 errang Jäger eine Goldmedaille und qualifizierte sich damit für die Teilnahme an den Special Olympics World Summer Games 2023 in Berlin.
Vor den Special Olympics World Summer Games 2023 nutzte die Athletin die 1,5-Kilometer-Schwimmstrecke im Neckar als letzte Trainingsstrecke und für einen Leistungstest. Bei den Weltspielen trat sie in den drei Disziplinen 4-mal-50-Meter-Freistil-Staffel in der Leistungsklasse F1, 800 Meter Freistil Level B Leistungsklasse FB01 und 1500-Meter-Freiwasserschwimmen an. Über 1.500 Meter wurde Jäger in ihrer Leistungsgruppe mit einer Zeit von 34:42,5 min Dritte und erwarb damit die Bronzemedaille. Auch ihr Staffelteam erwarb eine Bronzemedaille. In Finale des 800-Meter-Freistil-Wettbewerbes wurde Jäger disqualifiziert. Grund dafür waren die umstrittenen Klassifizierungsregeln: Liegt eine Leistung mehr als 15 Prozent über dem vom Trainer oder der Trainerin im Vorfeld angegebenen persönlichen Rekord, erfolgt eine Disqualifizierung.